# Aulonocnemis thoracica
Aulonocnemis thoracica är en skalbaggsart som beskrevs av Ludwig Wilhelm Schaufuss 1890. Aulonocnemis thoracica ingår i släktet Aulonocnemis och familjen Aulonocnemidae. Inga underarter finns listade.